# Mike McKay
Mike McKay, född den 30 september 1964 i Melbourne i Australien, är en australisk roddare.
Han tog OS-brons i åtta med styrman i samband med de olympiska roddtävlingarna 2004 i Aten.